# Stade Tsírio
Le stade Tsírio (en grec moderne : Τσίρειο Στάδιο), est un stade omnisports chypriote situé dans la ville de Limassol en Chypre. Il a une capacité de 13 331 places. Le stade possède également une piste de 400 mètres.
Il accueille les rencontres à domicile de trois équipes du championnat de Chypre : l'AEL Limassol, l'Apollon Limassol et l'Aris Limassol.

## Histoire
Avant les trois clubs de Limassol jouaient au stade GSO.
Le stade a été construit pendant les années 1973-1975 et inauguré en 1975. Le stade porte le nom de Pétros Tsíros qui a contribué à sa construction. Il est le terrain de jeu de l'AEL Limassol, de l'Apollon Limassol et de l'Aris Limassol. L'APEP Pitsilia, y joue durant la saison 2011/2012.
En 1992, le championnat d'Europe de football des moins de 16 ans a été organisé à Chypre et cinq matches dont les deux demi-finales du tournoi ont été accueillis dans le stade.
Dans les années 1990, le stade accueille les rencontres à domicile de l'équipe de Chypre de football.
Les finales de la coupe de Chypre et de la supercoupe de Chypre s'y déroulent. L'enceinte accueille à la fois des compétitions de football et d'athlétisme.

## Événements
- Championnat d'Europe de football des moins de 16 ans 1992
- Finale de la Coupe de Chypre de football
- Finale de la Supercoupe de Chypre de football